# Corc dels brots de l'avellaner
El corc dels brots de l'avellaner (Oberea linearis) és una espècie de coleòpter de la família dels cerambícids. Viu principalment als avellaners tot i que se l'ha trobat en altres hostes com el noguer, els carpins, verns i oms. És un insecte xilo- i polífag, considerat com una plaga de l'avellaner.

## Descripció i cicle biològic
L'adult és un petit longicorni de cos prim que mesura uns 15 mil·límetres de color negre menys els palpes, les potes i uns pèls pdel davant del mesotòrax que són grogs. El protòrax és globulós sense espines laterals. Els èlitres són puntejats, subparalels, tallats apicalment sense escotadura i cobreixen el pigidi, amb ratlla sutural ben marcada, i ales funcionals. Les antenes són tan llargues com el cos. La larva adulta mesura 15 mm en nou segments de color grog, excepte l'epistoma i la boca que són negrosos. És àpoda i es mou tot recolzant-se amb la boca, el dors i l'últim segment abdominal. A regions càlides el corc viu dos anys abans de pupar, a zones més fredes fins a tres anys.
El primera any rosega una mina d'aproximadament mig metre cap avall, amb uns forats vers l'exterior per a evacuar el corquim. L'any següent es desplaça cap amunt. Uns mesos abans de pupar s'apropa de l'escorça i la rosega parcialment, per tal de facilitar la sortida de l'adult. La pupació es fa al maig i els adults surten al juny.

## Plaga i tractament
La larva rosega el moll de les branquetes terminals de l'avellaner. El millor moment per a controlar la plaga és al juny quan els adults surten per aparellar-se i fer la posta. Hi ha tractament químics. També és important tallar els branquillons infectades que es reconeixen per les fulles músties i groguenques. Uns estudis recents van estudiar la possibilitat de control microbiològic en utilitzar bacteris com enemics naturals.
De vegades es confonen amb altres plagues de l'avellaner, com Cerambyx scopolii, Cerambyx heros que ans al contrari de O. linearis viuen a l'estat d'adult dins la fusta.